# Капитан Шарки
„Капитан Шарки“ (на английски: Capt'n Sharky) е немска компютърна анимация от 2018 г. на режисьорите Ян Щолц и Хуберт Вайланд, а сценарият е на Марк Слейтър. Премиерата на филма е пусната по кината на 6 юли 2018 г. в Турция и на 30 август 2018 г. в Германия.

## В България
В България филмът е пуснат по кината на 21 септември 2018 г. от „Про Филмс“.

### Нахсинхронен дублаж
| Роля           | Изпълнител           |
| -------------- | -------------------- |
| Капитан Шарки  | Лина Шишкова         |
| Бони           | Златина Тасева       |
| Майки          | Цветослава Симеонова |
| Адмиралът      | Радослав Рачев       |
| Старият Бил    | Петър Калчев         |
| Кралят Рак     | Александър Митрев    |
| Смелият Муфаса | Росен Русев          |
| Рат и Коко     | Сотир Мелев          |
| Сръчният Пийт  | Виктор Иванов        |
| Големият Уили  | Марио Иванов         |

| Обработка           | студио „Про Филмс“ |
| ------------------- | ------------------ |
| Режисьор на дублажа | Анна Тодорова      |